# Louvigny (Calvados)
Louvigny ist eine französische Gemeinde mit 2.627 Einwohnern (Stand: 1. Januar 2022) im Département Calvados in der Region Normandie. Louvigny gehört zum Arrondissement Caen und zum Kanton Caen-5. Die Einwohner werden Loupiaciens genannt.

## Geographie
Louvigny liegt in der Ebene von Caen zwischen den Flüssen Odon (nördliche Gemeindegrenze) und Orne (östliche Gemeindegrenze).
Umgeben wird Louvigny von den Nachbargemeinden Caen im Norden, Fleury-sur-Orne im Osten, Saint-André-sur-Orne im Südosten, Maltot im Süden, Éterville im Westen und Südwesten sowie Bretteville-sur-Odon im Westen und Nordwesten. 
Durch den südlichen Teil der Gemeinde führt die Route nationale 814.  

## Geschichte
1798 wurde die vormals eigenständige Kommune Athis eingemeindet.

### Bevölkerungsentwicklung
| Jahr                       | 1793 | 1836 | 1876 | 1926 | 1946 | 1968 | 1990 | 2008 | 2019 |
| Einwohner                  | 455  | 640  | 509  | 552  | 610  | 951  | 1712 | 2665 | 2683 |
| Quellen: Cassini und INSEE |      |      |      |      |      |      |      |      |      |

## Sehenswürdigkeiten
- Kirche Saint-Vigor, deren Glockenturm aus dem 14. Jahrhundert seit 1927 als Monument historique klassifiziert ist[2]
- Schloss Louvigny mit Park aus dem 18. Jahrhundert, seit 1945/1946 Monument historique[3]
- Tor aus dem 17. Jahrhundert, Monument historique seit 1928[4]
- Menhir „Pierre Couchée“

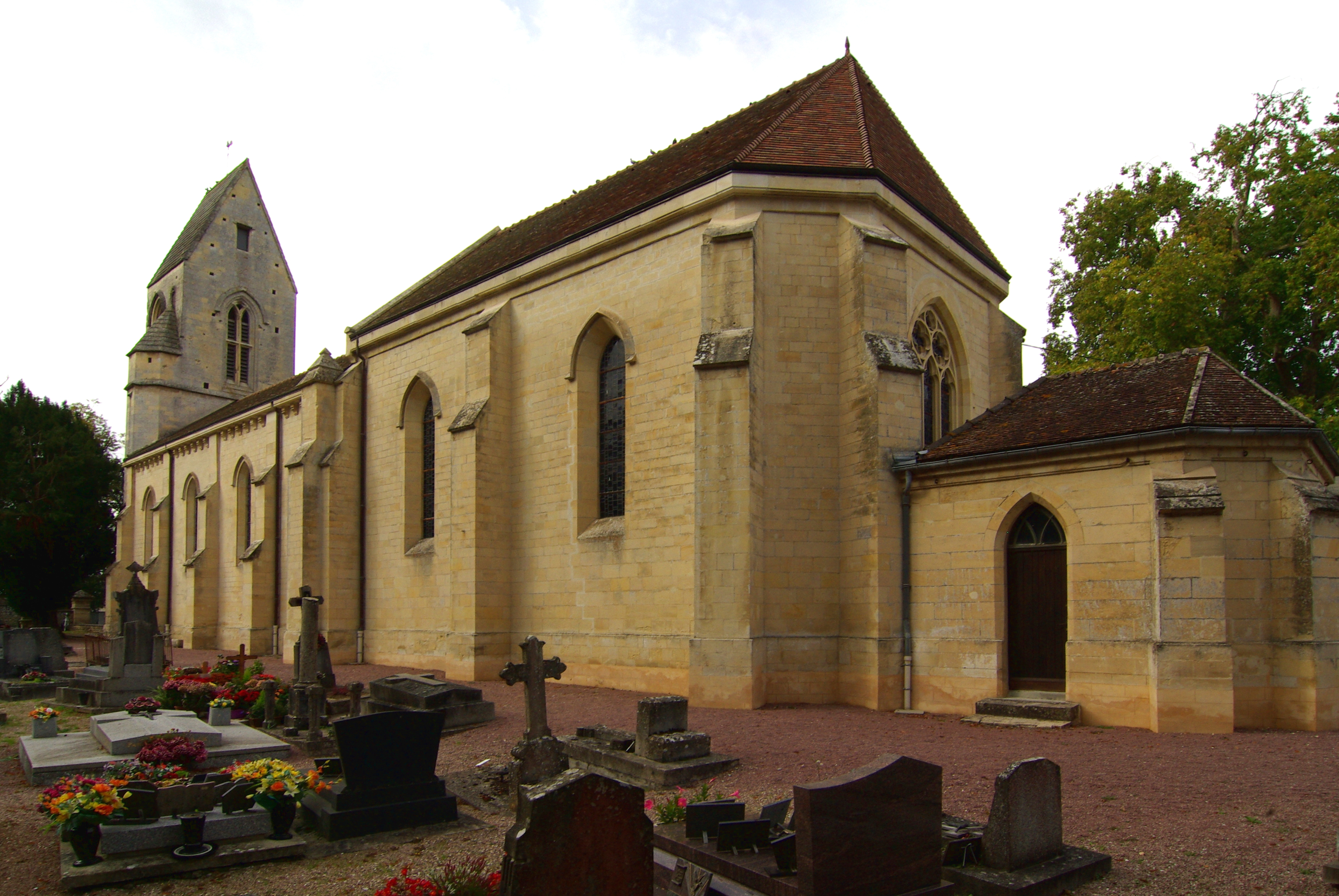
Kirche Saint-Vigor
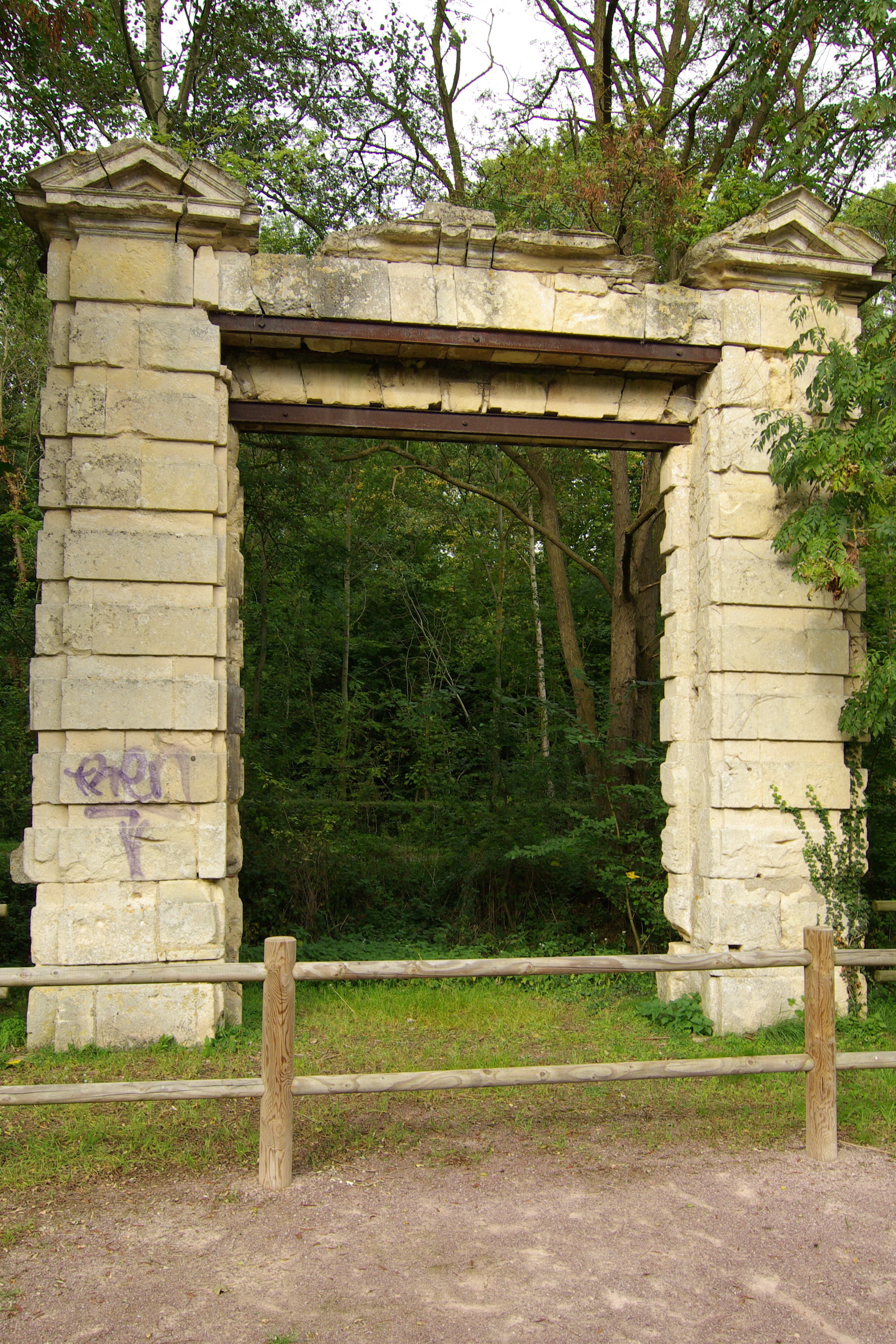
Tor aus dem 17. Jahrhundert
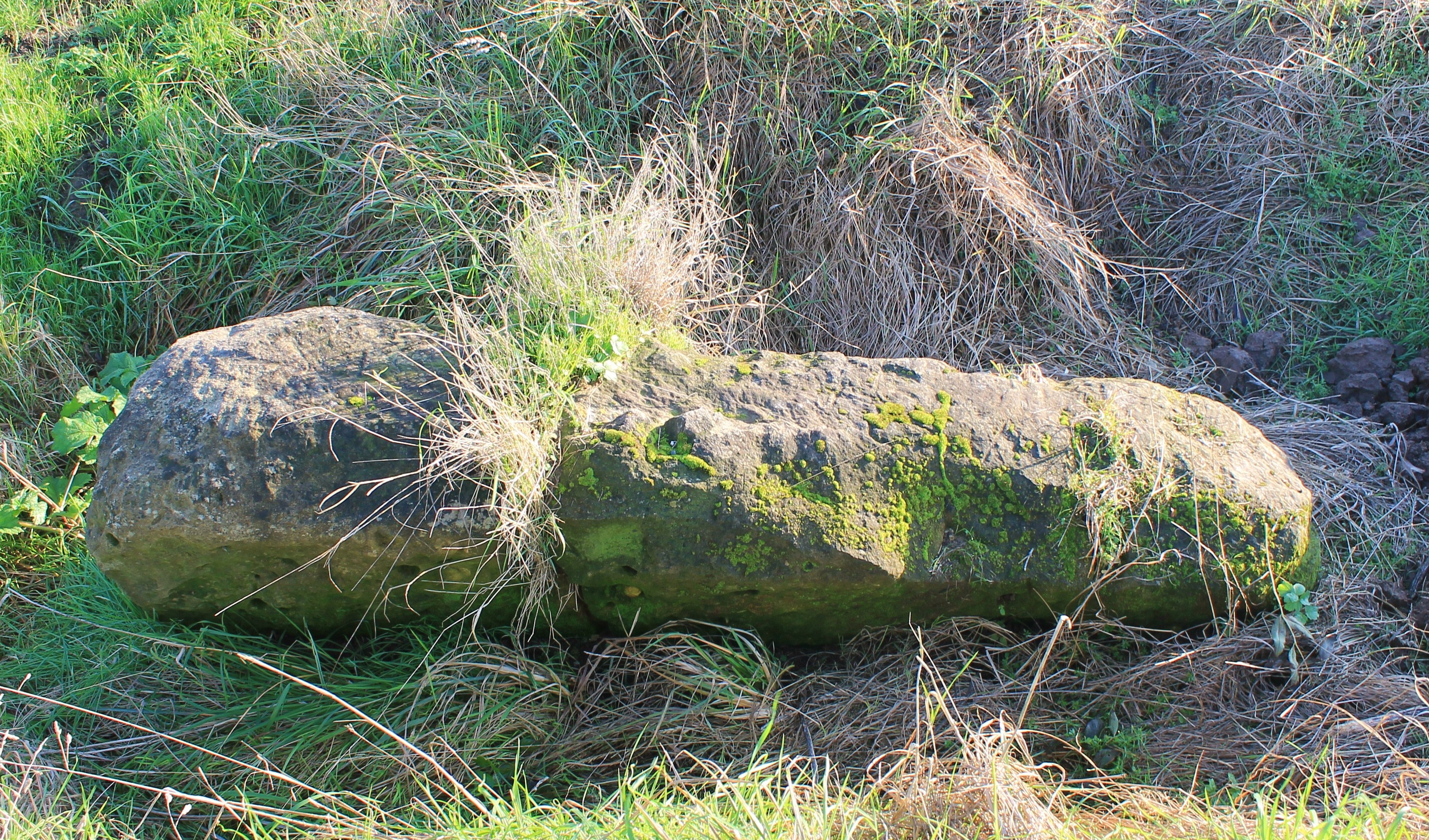
Menhir „Pierre Couchée“

## Gemeindepartnerschaften
Louvigny unterhält mit den folgenden Gemeinden Partnerschaften:
- Feniton, Devonshire (England), Vereinigtes Königreich, seit 1976
- Zellingen, Unterfranken (Bayern), Deutschland, seit 1984[5]
- Bertea, Județ Prahova, Rumänien, seit 1999
- Molvena (seit 2019 Kommune Colceresa), Provinz Vicenza (Venetien), Italien, seit 2001

## Persönlichkeiten
- Philippe Duron (* 1947), Politiker (SP)